# Mupinlijster
De mupinlijster (Turdus mupinensis) is een zangvogel uit de familie lijsters (Turdidae).

## Verspreiding en leefgebied
Deze soort komt voor in China en Vietnam.